# Kazimierz Dolny
Kazimierz Dolny ([kaˈʑimʲɛʂ ˈdɔlnɨ]) là một thị trấn nhỏ ở miền đông Ba Lan, hữu ngạn (phía đông) của Wisła, huyện Puławski, tỉnh Lubelskie. Trong lịch sử, nó thuộc về Tiểu Ba Lan, và trong quá khứ, nó từng là một trong những thành phố quan trọng nhất của tỉnh.
Đó là một điểm thu hút nhiều khách du lịch, một trong những thị trấn nhỏ có vị trí đẹp nhất ở Ba Lan. Thời kỳ thịnh vượng nhất của thị trấn này là vào thế kỷ 16 và nửa đầu thế kỷ 17, do hoạt động buôn bán ngũ cốc diễn ra tấp nập, dọc theo bờ sông Vistula. Nó đã trở thành một hậu phương kinh tế sau khi tình hình thương mại suy giảm, và sự đóng băng trong phát triển kinh tế này giúp thị trấn giữ gìn kế hoạch và diện mạo đô thị thời Phục hưng. Từ thế kỷ 19, nó đã trở thành một điểm đến nổi tiếng cho kỳ nghỉ hè, thu hút các nghệ sĩ và cư dân các nơi.
Kazimierz Dolny là một trung tâm nghệ thuật ở Ba Lan. Nhiều họa sĩ lui về thị trấn nhỏ này để vẽ và bán tác phẩm của họ. Phòng trưng bày có thể được tìm thấy ở hầu hết các đường phố, để bán tác phẩm điêu khắc, kính màu, nghệ thuật dân gian và mỹ thuật.
Thị trấn là một trong những Di tích Lịch sử quốc gia chính thức của Ba Lan (Pomnik historii), được ghi danh vào ngày 16 tháng 9 năm 1994 và được quản lý Ủy ban Di sản Quốc gia Ba Lan.

## Vị trí
Kazimierz Dolny nằm ở bờ phía đông của sông Vistula, ở rìa của vùng đất Lublin Upland lịch sử, kéo dài xa hơn về phía đông từ Małopolska Upland về phía tây. Vị trí của thị trấn đẹp như trong tranh với sự góp phần Hẻm núi Vistula, Ba Lan. Thị trấn là một phần của tam giác du lịch Puławy - Kazimierz Dolny - Nałęczów. Nơi đây không có tuyến đường sắt đi qua, nhà ga gần nhất nằm ở Puławy (Puławy - Miasto). Kazimierz Dolny cũng là nơi diễn ra Liên hoan phim nổi tiếng có tên "Dwa Brzegi" được tổ chức vào tháng 8 hàng năm, thu hút nhiều người yêu điện ảnh từ khắp nơi trên thế giới.

## Lịch sử

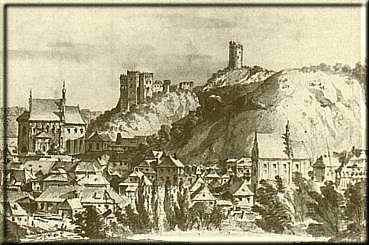
Quang cảnh Kazimierz Dolny năm 1811, bức tranh màu nước của Jan Feliks Piwarski

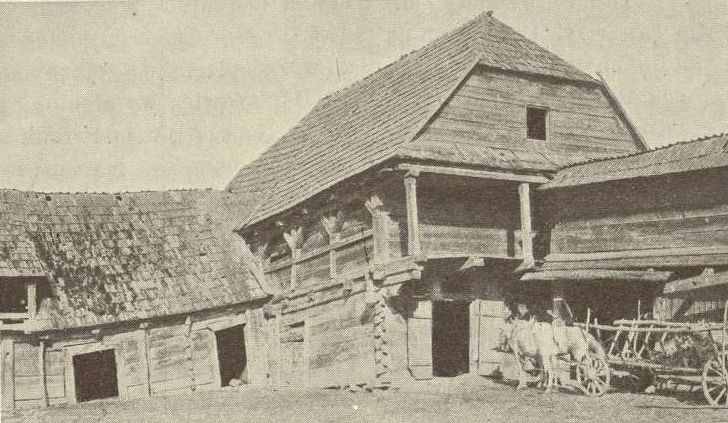
Nhà máy thuộc da của Ulanowski (Garbarnia Ulanowskich) ở Kazimierz Dolny

Lịch sử của Kazimierz Dolny bắt nguồn từ thế kỷ 11, khi trên một trong những ngọn đồi nơi đây có một khu định cư của cư dân dòng thánh Benedictine, được gọi là Wietrzna Gora. Năm 1181, Hoàng tử Casimir II the Just trao quyền quản lý khu dân cư này cho nữ tu Norbertine từ quận Zwierzyniec của Kraków. Các nữ tu đổi tên vùng đất này thành Kazimierz, để vinh danh hoàng tử. Lần đầu tiên, cái tên Kazimierz xuất hiện trong biên niên sử năm 1249. Vẫn còn một tòa tháp cao 19 mét tồn tại đến ngày nay. Được xây dựng từ thế kỷ XIII - đầu Thế kỷ XIV, đối với Hoàng tử Danylo Romanovich, hoặc con trai của ông Lev Danilovich, tòa tháp này đóng vai trò là điểm tham chiếu trên các tuyến biên giới phía tây của bang. Cấu trúc của tòa tháp gây ấn tượng với những bức tường khổng lồ của nó, được chạm khắc từ xô - một loại đá vôi địa phương. Ở phía dưới, độ dày của các bức tường đạt tới 4 mét, và trên cùng là 3 mét. Tầng quan sát được đặt trên tháp... Theo M. Stryikovsky, Rusyns đã liên tục sở hữu vùng đất Lublin trong suốt 57 năm.... Sau đó, vùng Dolny (Lower) đã được thêm vào, để phân biệt thị trấn này với thị trấn Do Thái Kazimierz - nay là một quận của Kraków. Vào đầu thế kỷ 14, ngôi làng đã thuộc sở hữu của hoàng gia, và Vua Władysław I the Elbow-high đã thành lập một nhà thờ giáo xứ vào năm 1325.
Từ cuối thế kỷ 19, những cư dân giàu có hơn ở Lublin và Warsaw bắt đầu xây dựng các bất động sản trong khu vực này. Khu nghỉ dưỡng và biệt thự đã được xây dựng, và vào năm 1927, dưới thời Cộng hòa Ba Lan thứ hai, Kazimierz Dolny một lần nữa trở thành một thị trấn. Một phần thị trấn bị phá hủy trong Thế chiến II đã được xây dựng lại. Vào ngày 8 tháng 9 năm 1994, trung tâm thị trấn đã chính thức được công nhận là một di tích lịch sử.

## Cuộc sống của người Do Thái

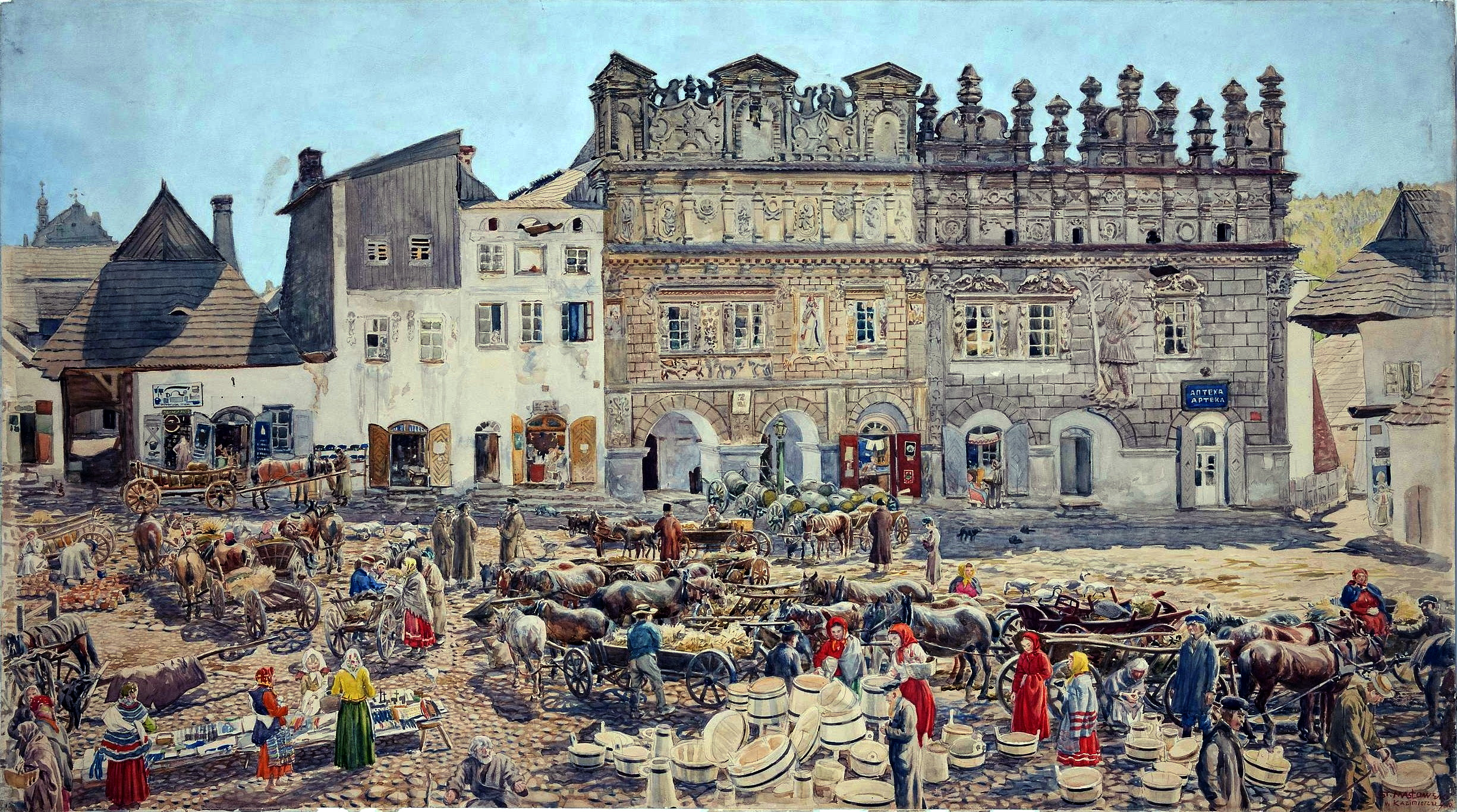
Quảng trường chợ ở Kazimierz Dolny năm 1899, tranh màu nước của Stanisław Masłowski

Một cộng đồng Do Thái nhỏ đã có mặt trong thành phố từ thời Casimir III Đại đế vào thế kỷ 14. Nhà vua ban cho người Do Thái một văn bản về quyền biến thị trấn trở thành điểm tập trung của người Do Thái di cư. Khi John III Sobieski trở thành Vua vào năm 1674, ông đã cho người Do Thái ở Ba Lan hưởng miễn thuế. Sobieski cũng xác nhận lại rằng cho người Do Thái tất cả các quyền mà họ đã được các vị vua trước đó ban cho. Trong triều đại của ông, các hạn chế về nhà ở đã được bãi bỏ và cộng đồng Do Thái bắt đầu phát triển trở lại.
Vào thế kỷ 19, Yehezkel Taub, một môn đệ của giáo sĩ Do Thái "Seer of Lublin", đã thành lập Do Tháo Giáo Hasidim của triều đại Kuzmir trong thị trấn.
Một trong những cư dân Do Thái nổi tiếng nhất của thị trấn là họa sĩ và nhà điêu khắc Chaim Goldberg. Ngoài ra còn có nhà báo nổi tiếng S.L Shneerman, người đã viết về Kazimierz Dolny trong cuốn sách The River Remembers (Tạm dịch: Ký ức về dòng sông).

## Tham quan

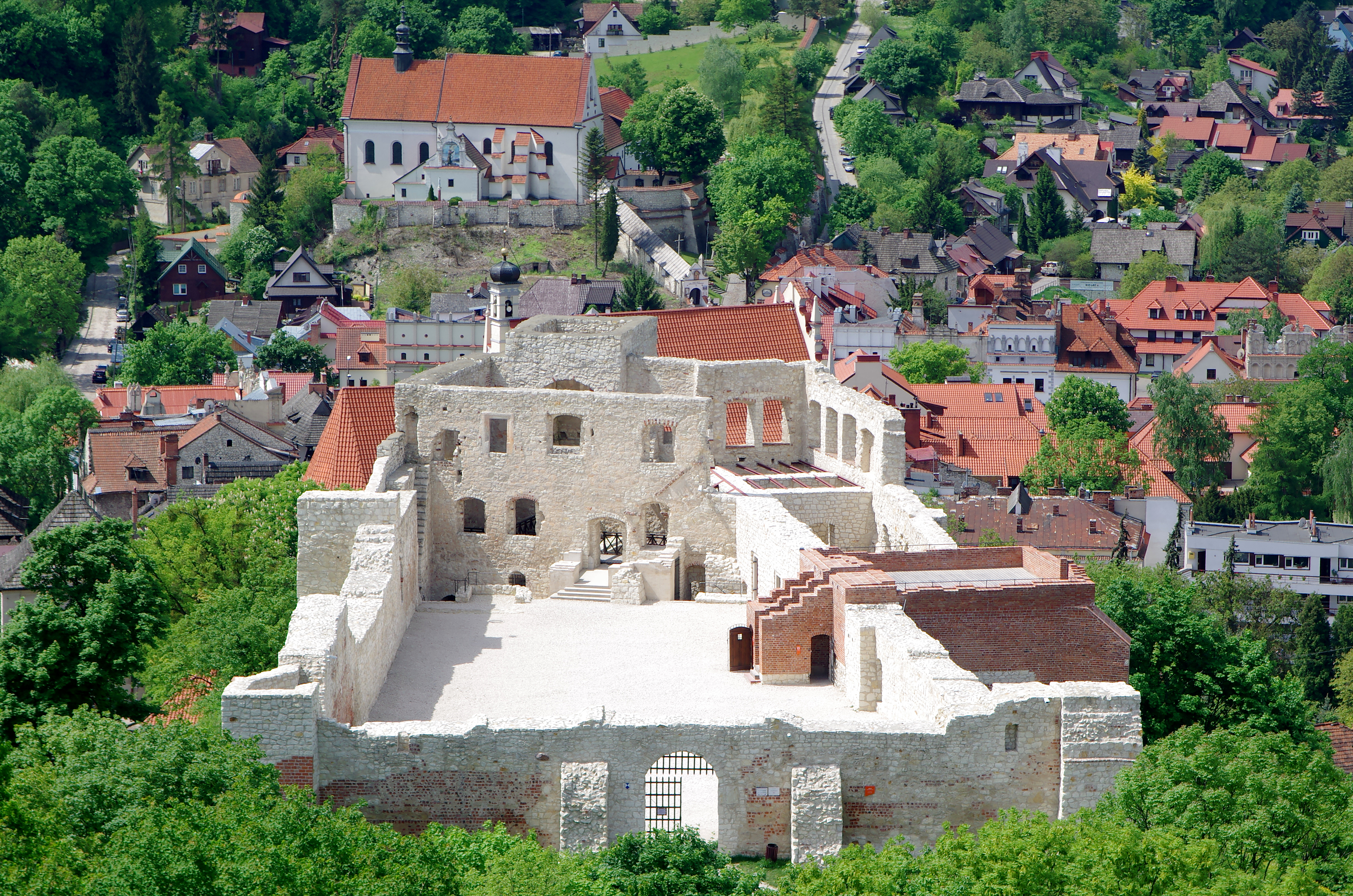
Lâu đài Kazimierz Dolny

- Nhà thờ giáo xứ St. Bartholomew và John the Baptist (1586-1589), với 1620 đại phong cầm, và 1615 bục giảng kinh,
- Nhà thờ St. Anne (1671) và bệnh viện Holy Spirit (1635),
- Nhà thờ St. Mary (1589) và tu viện (1638 Chân68),
- Tàn tích của lâu đài (thế kỷ 14 - 16),
- Tháp phòng thủ (thế kỷ 13 hoặc 14),
- Một số ngôi nhà của kiến trúc sư Karol Siciński, trong đó có một ngôi nhà được xây dựng bởi Kazimierz Ołdakowski
- Nhà cho thuê (đầu thế kỷ 17),
- Một số kho thóc lịch sử (thế kỷ 16 và 17).
- Giáo đường Do Thái.

Kazimierz Dolny đã từng là bối cảnh của một số bộ phim. Trong số những người liên quan đến thị trấn có Jacek Bromski, Chaim Goldberg, và Daniel Olbrychski và Vincent Zielinsky

### Bộ sưu tập

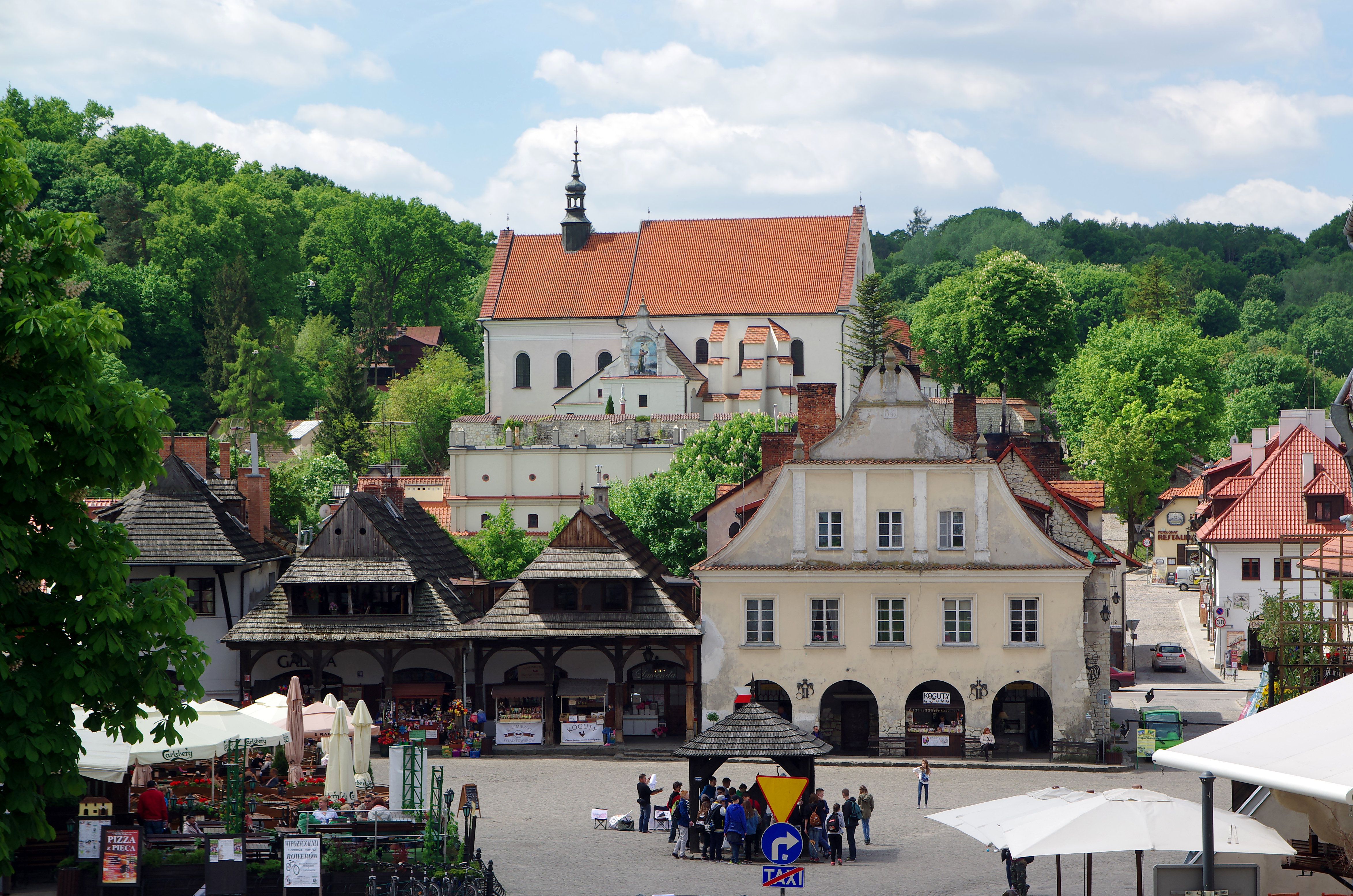
Quảng trường Chợ và Nhà thờ Truyền tin
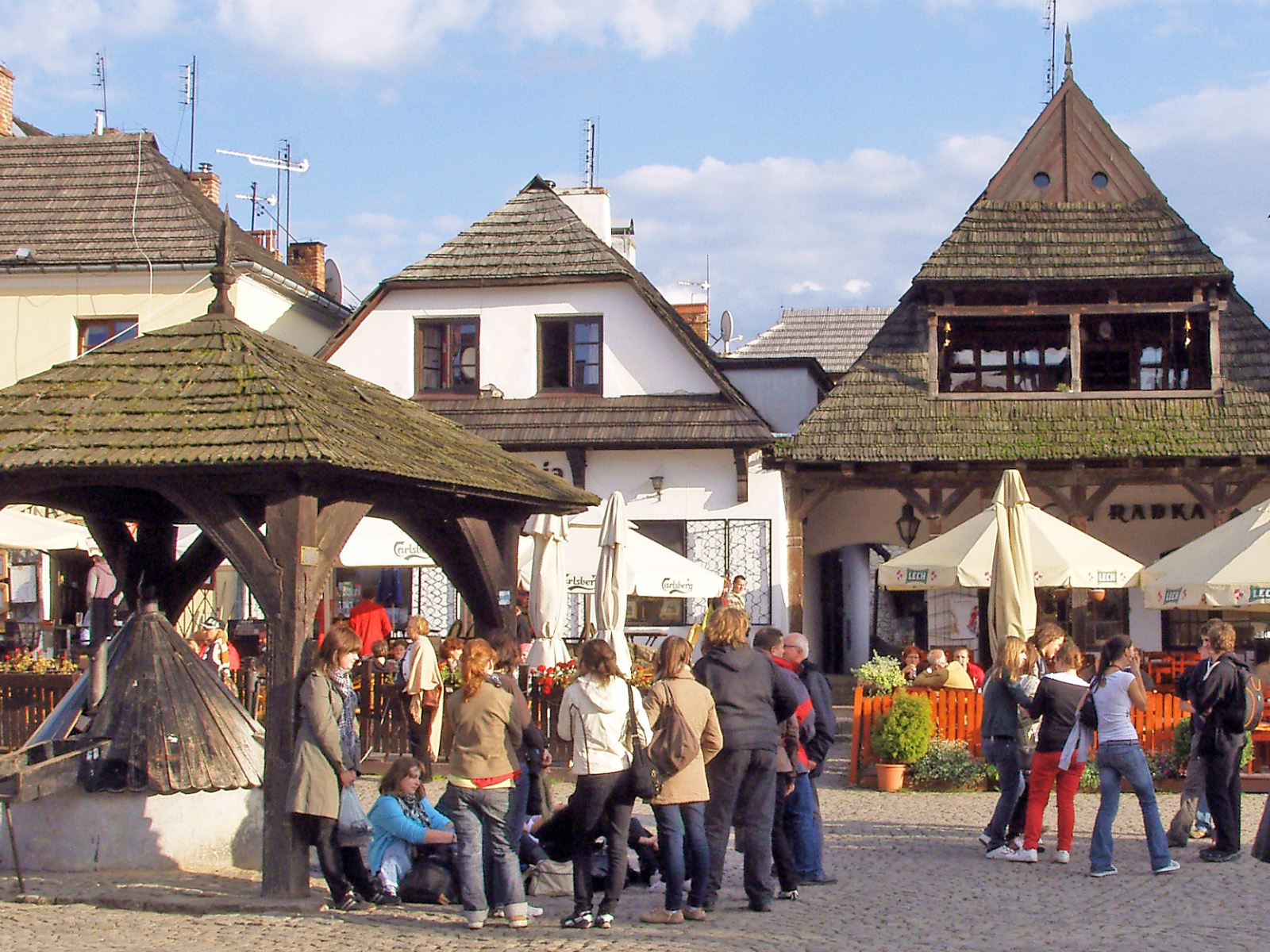
Giếng lịch sử tại Quảng trường Chợ
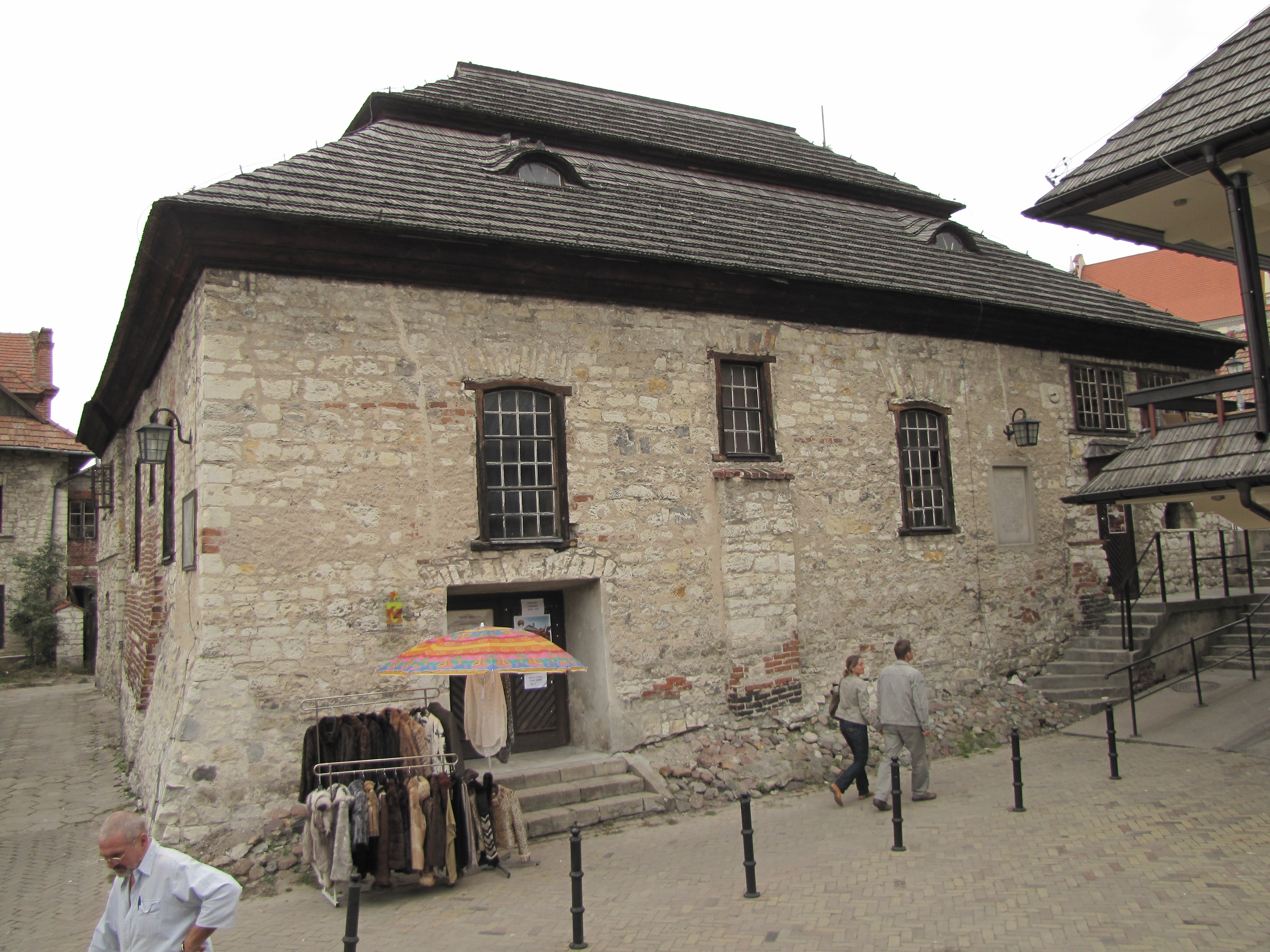
Giáo đường Do Thái cũ
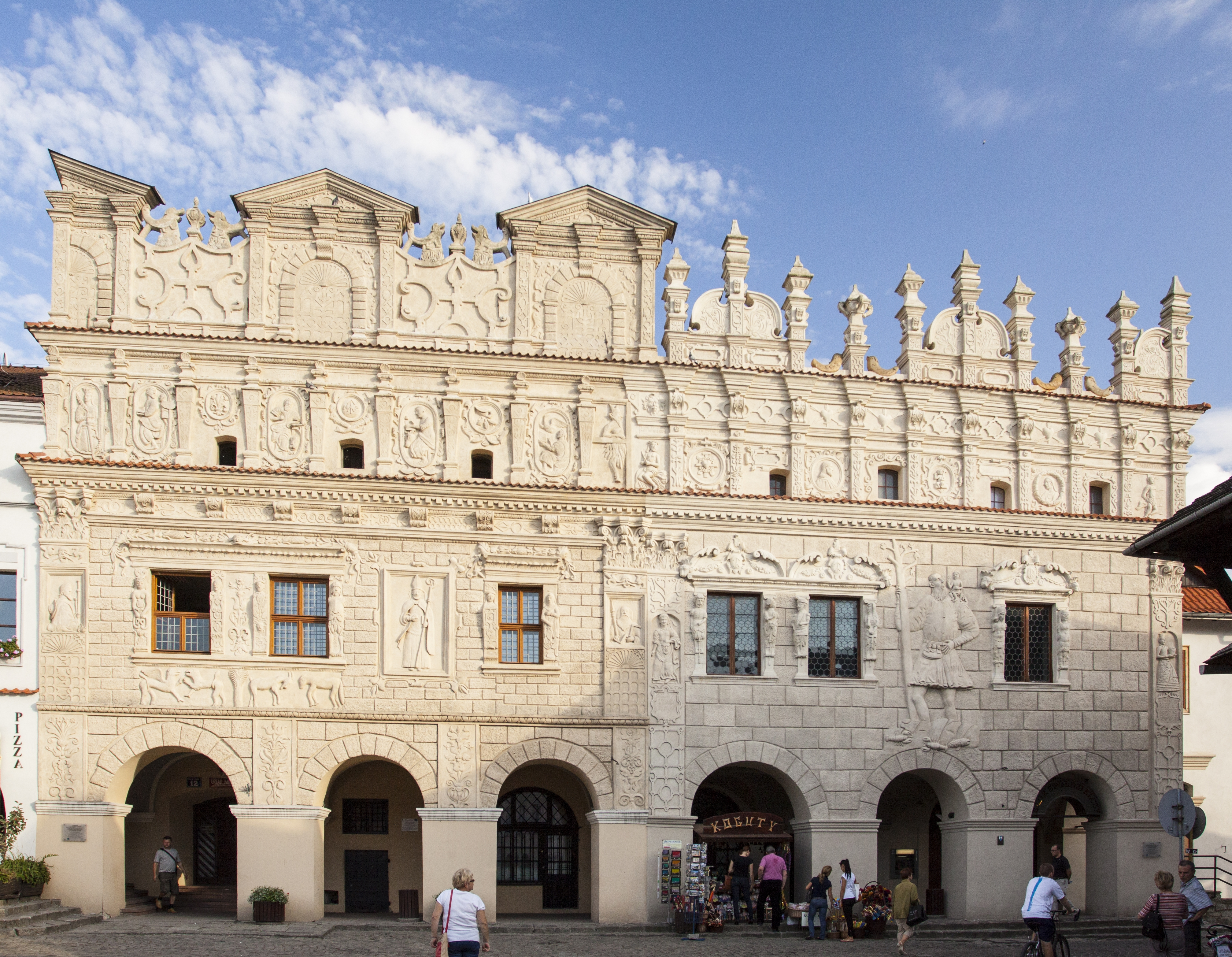
Nhà phố St. Nicholas (trái) và St. Christopher (phải)
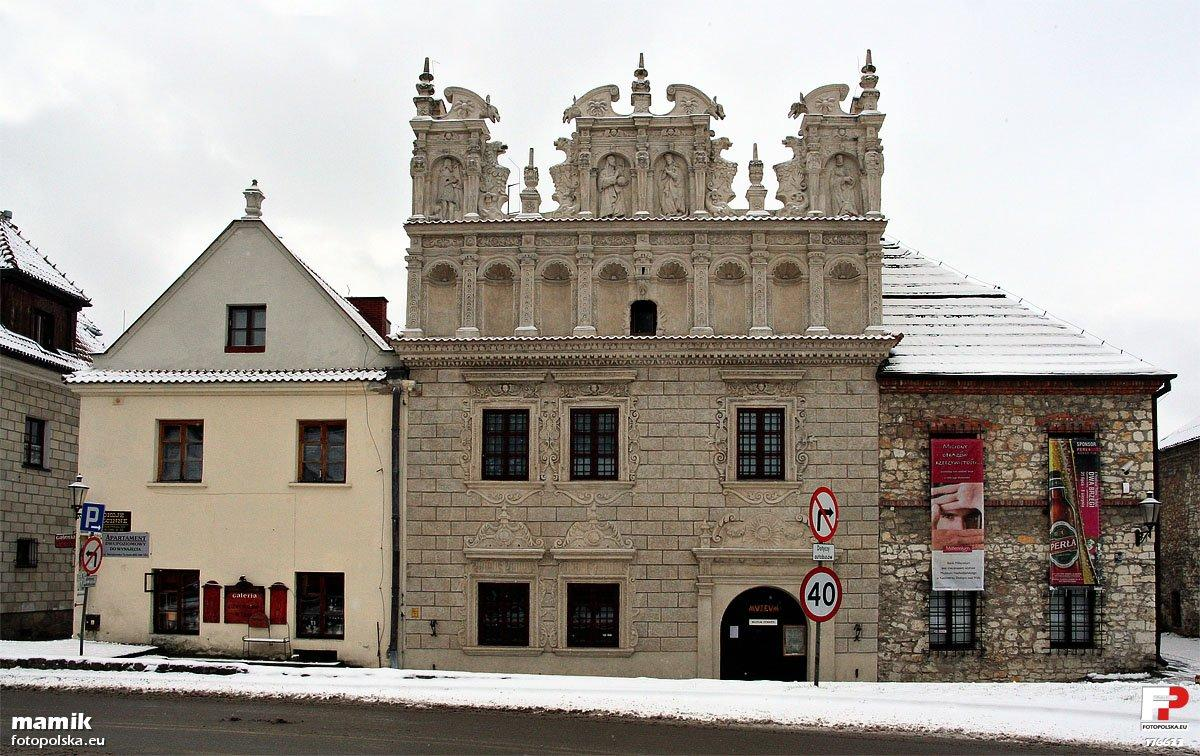
Nhà phố Celejowska
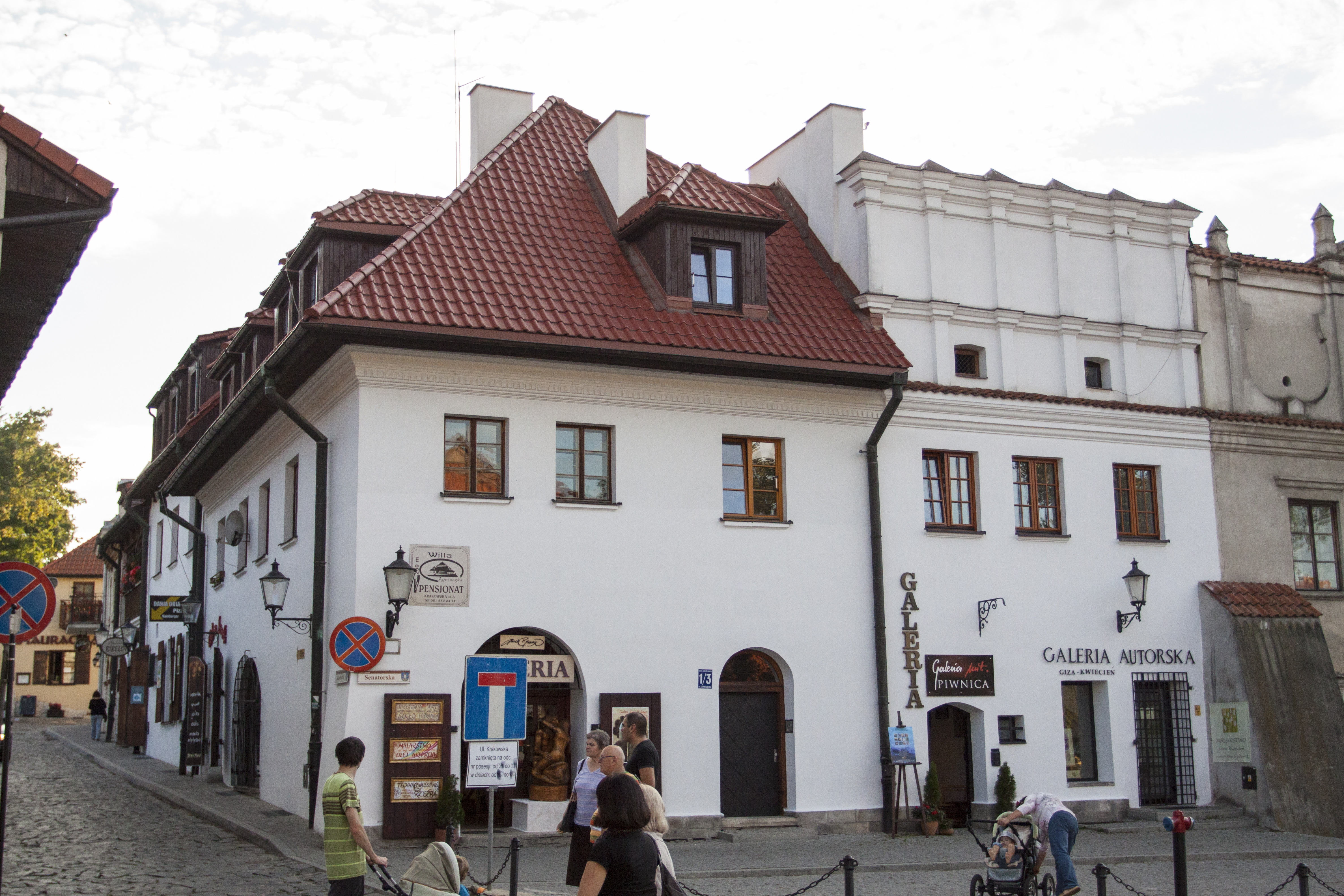
Đường Senatorska
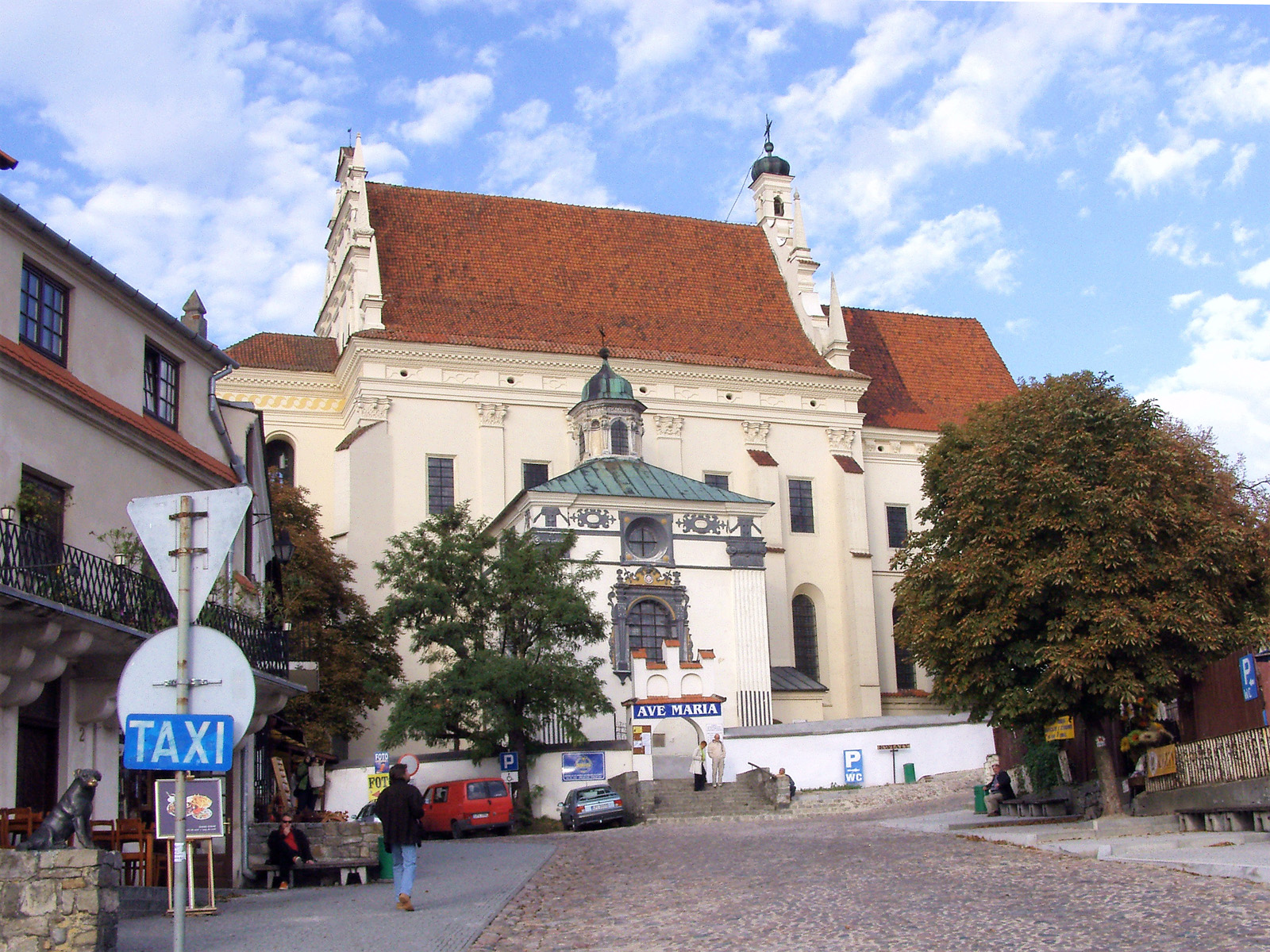
Nhà thờ Giáo xứ St. John the Baptist
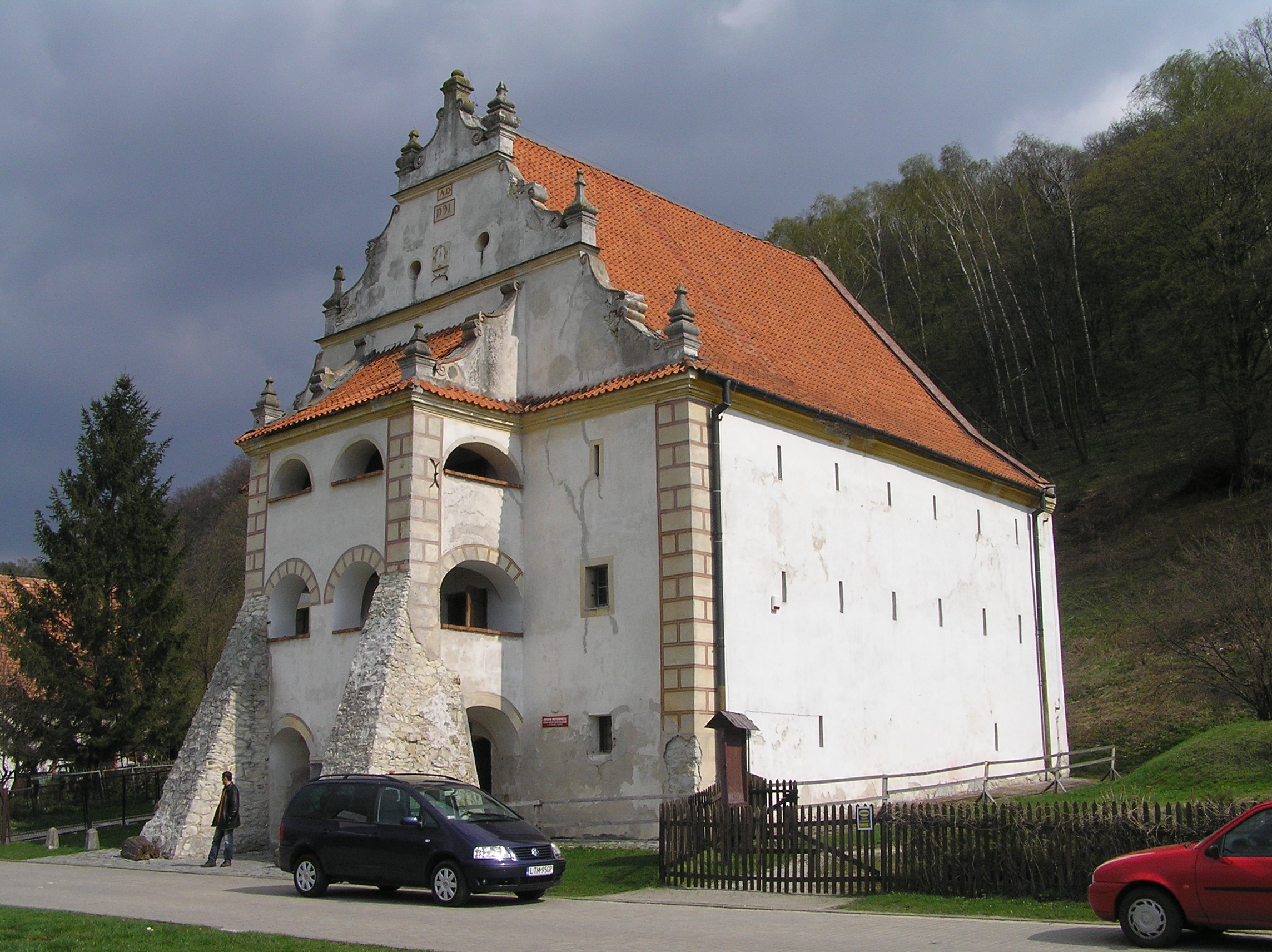
Kho thóc cũ